# アニャナ
アニャナ（スペイン語: Añana）は、スペイン・バスク州アラバ県のムニシピオ（基礎自治体）。クアドリーリャ・デ・アニャナ郡の中心地である。アラバ県の県都ビトリア＝ガステイスからの距離は30km。
1997年までの自治体の公式名はサリーナス・デ・アニャナ（Salinas de Añana）。サリーナス・デ・アニャナ地区とアティエガ地区の2地区からなる。サリーナス・デ・アニャナ地区は塩田で知られており、かつていったんは放棄されたものの、近年になって復元されている。一帯の塩田はアルテミア属のArtemia parthenogeneticaの生息地で、2002年にアレオ湖と共にラムサール条約登録地となった。

## 名称
この町が初めて文献に登場するのは978年であり、その文献にはAnnanaと表記されたが、984年の文献ではAgnanaと表記された。当時から塩の採掘の中心地であり、スペイン語で「塩田」を意味するSalinaを付けたSalinas de Añanaという名称でも呼ばれるようになった。1842年の国勢調査ではAñanaと表記されたが、1857年から1990年代までの国勢調査でこの町は公式にSalinas de Añanaと表記された。1997年の国勢調査では自治体の名称がAñanaとなったが、中心集落の名称はSalinas de Añanaのままだった。

## 歴史

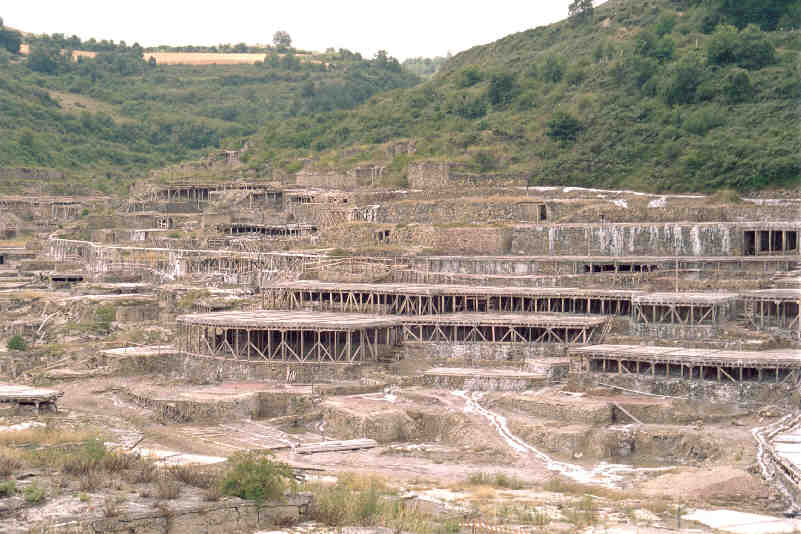
復元された塩田

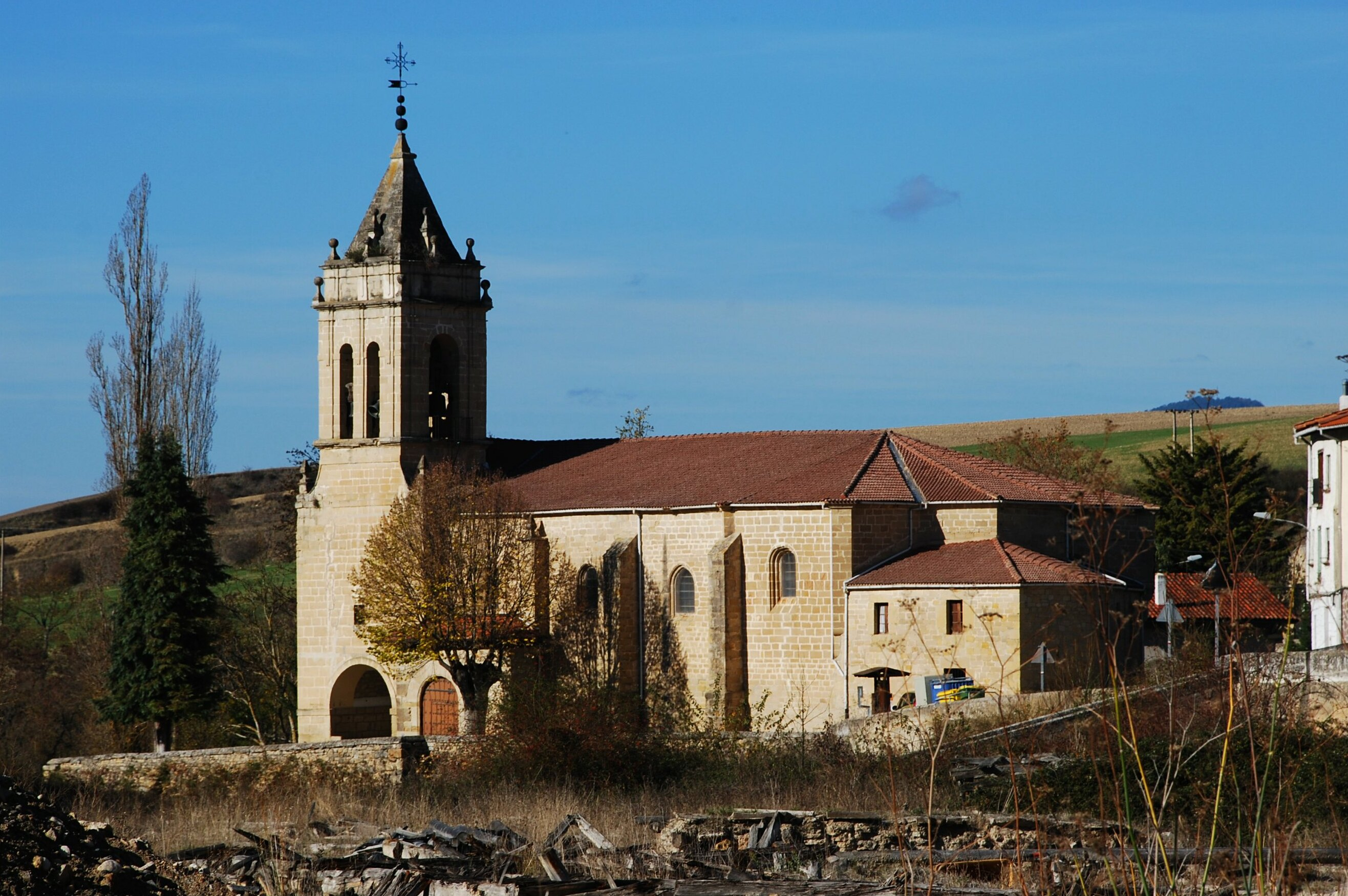
サンタ・マリーア・デ・ビリャコネス教会

### 中世
2億年以上前のこの地域は海であり、地殻変動によって陸地となり、塩分を含む地層が形成された。新石器時代から製塩業が行われていた。12世紀には120ヘクタールの傾斜丘陵地を切り開いて、木製の塩田「塩の谷」が築かれた。中世のアニャナは製塩所として繁栄し、1126年にはアラゴン王アルフォンソ1世によって町が設立された。1140年にはレオン王アルフォンソ7世によってフエロ（特権）が与えられており、アニャナはアラバ地方でもっとも古い町とされる。

### 現代
20世紀半ば以降には塩田が放棄され、一度は廃墟となった。しかし、1984年6月17日には「塩の谷」が重要文化財に指定されるなど、民俗的価値や観光的価値が認められて修復が進んでいる。2013年には69トンのミネラル塩と13トンのソルトフラワーを生産。売上は30万ユーロを超え、前年比で約40%増加した。17か国に輸出され、輸出額は全体の25%を占めた。収益はすべて渓谷の復旧と保全に宛てられる。2014年の第38回世界遺産委員会では「バリェ・サラド・デ・アニャナの文化的景観」が審議対象となったが、完全性と真正性が十分に認められないとされ、国際記念物遺跡会議（ICOMOS）によって不登録が勧告され、審議前に推薦が取り下げられた。

## 地理
自治体の面積は21.92km2。自治体としてのアニャナの中心地はサリーナス・デ・アニャナ（バスク語ではゲサルツァ・アニャナ）である。塩田以外の見どころとしては、テンプル騎士団にルーツを持ち13世紀から15世紀に建てされたサンタ・マリーア・デ・ビリャコネス教会、中世に建てられたオスピナスのパラシエガ邸、17世紀のバロック様式のエラン宮殿などがある。

### 人口
| アニャナの人口推移 1842－2011                           |
|                                                         |
| 出典:INE（スペイン国立統計局）1900年 - 1991年、1996年 - |

### 地区
- サリーナス・デ・アニャナ地区 : 139人
- アティエガ地区 : 15人

人口は2013年

## 政治
| 政党                             | 2015   | 2015 | 2011   | 2011 | 2007   | 2007 | 2003   | 2003 | 1999   | 1999 | 1995   | 1995 |
| 政党                             | 得票率 | 議席 | 得票率 | 議席 | 得票率 | 議席 | 得票率 | 議席 | 得票率 | 議席 | 得票率 | 議席 |
| -------------------------------- | ------ | ---- | ------ | ---- | ------ | ---- | ------ | ---- | ------ | ---- | ------ | ---- |
| バスク民族主義党（EAJ-PNV）      | 57.14  | 4    | 68.52  | 4    | 31.43  | 2    | 45.33  | 2    | 54.43  | 4    | 30.00  | 2    |
| アラニャ・アウレラ!（AA）        | 38.39  | 1    | -      | -    | -      | -    | -      | -    | -      | -    | -      | -    |
| 国民党（PP）                     | 0.89   | 0    | -      | -    | -      | -    | -      | -    | 1.27   | 0    | 0.59   | 0    |
| バスク社会党（PSE-EE）           | 0.00   | 0    | 5.56   | 0    | 14.29  | 0    | 0.67   | 0    | -      | -    | -      | -    |
| エドゥアルド・ロマ・バディーリョ | -      | -    | 25.93  | 1    | -      | -    | 17.33  | 0    | -      | -    | -      | -    |
| ビルドゥ                         | -      | -    | 19.44  | -    | -      | -    | -      | -    | -      | -    | -      | -    |
| サリナス選挙グループ（AES）      | -      | -    | -      | -    | 38.57  | 2    | 40.67  | 3    | 24.05  | 1    | -      | -    |
| バスク民族主義行動（EAE-ANV）    | -      | -    | -      | -    | 37.14  | 1    | -      | -    | -      | -    | -      | -    |
| アラバ連合（UA）                 | -      | -    | -      | -    | -      | -    | 1.33   | 0    | 1.09   | 0    | 14.12  | 0    |
| バスク市民（EH）                 | -      | -    | -      | -    | -      | -    | -      | -    | 15.19  | 0    | -      | -    |
| アニャナ無所属者連合（CAK）      | -      | -    | -      | -    | -      | -    | -      | -    | -      | -    | 50.59  | 3    |

## 出身者
- フアン・デ・サリーナス・イ・ロヨラ（スペイン語版）（1492-1582） : 統治者。
- フェルミン・エラン（スペイン語版）（1852-1908） : ジャーナリスト・著作家・批評家。